# Ommata notabilis
Ommata notabilis là một loài bọ cánh cứng trong họ Cerambycidae.